# Schloss Schlobitten

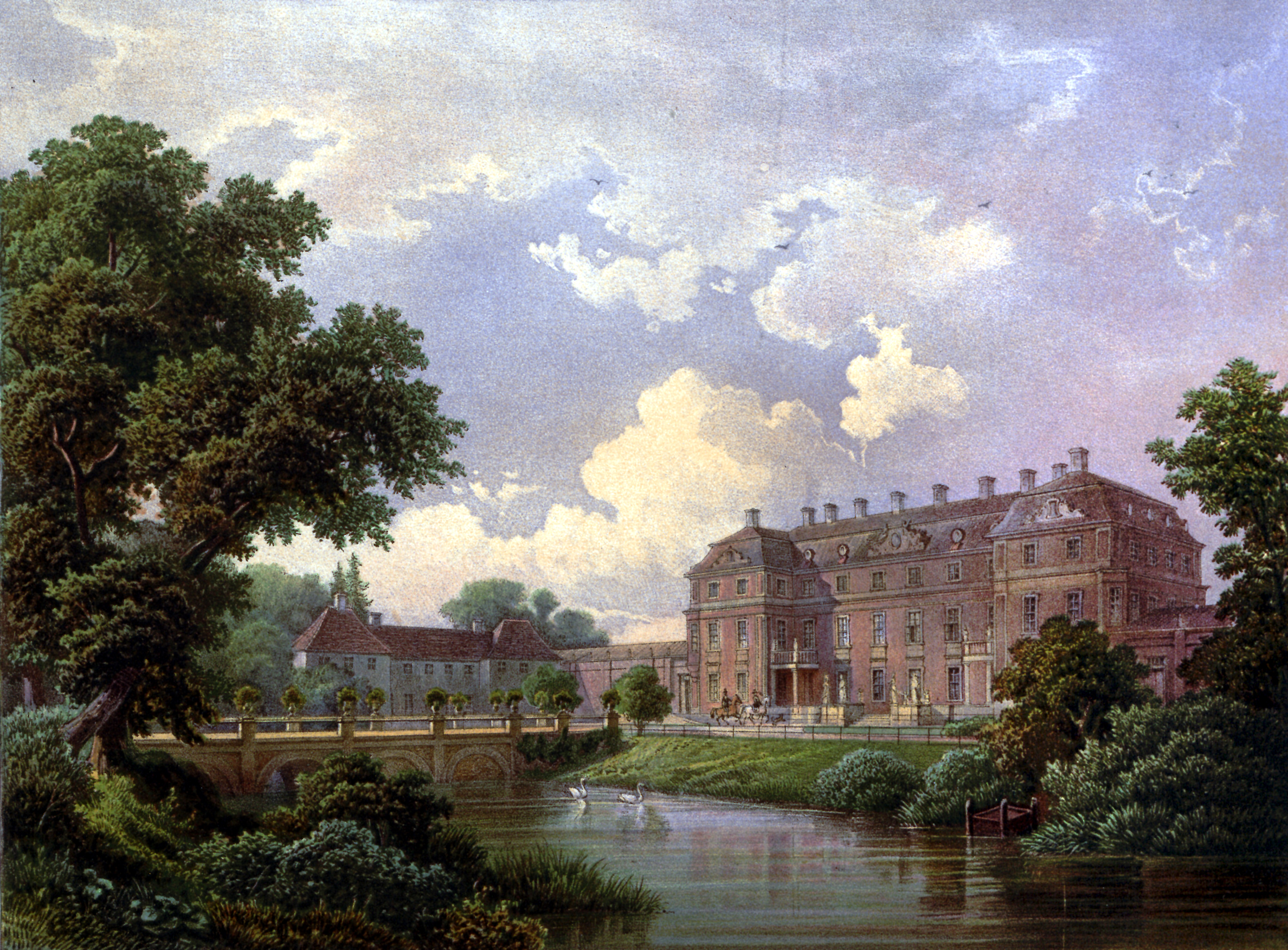
Schloss Schlobitten rond 1860, Alexander Duncker

Schloss Schlobitten of Schloss Słobity was een slot in het gelijknamige dorp Słobity (Duits: Schlobitten) in Oost-Pruisen en hoofdzetel van het adelgeslacht Dohna-Schlobitten. Sinds 1945 behoort Schlobitten toe aan Polen en valt onder de Poolse woiwodschap Ermland-Mazurië.
Het eerste huis op deze plaats werd waarschijnlijk rond 1589 gebouwd door Achatius van Dohna. Het werd het “Neuen Haus” (Nieuwe Huis) genoemd. De opvolger van dit huis was een landhuis in Renaissancestijl naar 17e-eeuws Nederlands voorbeeld. Het werd in opdracht van Abraham van Dohna gebouwd. Hij was vestingbouwmeester en leidde zelf de bouw. In 1625 werden er lindebomen geplant langs de oprijlaan waarvan er tegenwoordig nog een paar over zijn. Abraham van Dohna liet in 1627 nog een grote zaal aanbouwen voor zijn omvangrijke bibliotheek. Het landhuis werd in de oorlog met Zweden verwoest maar weer herbouwd en werd later het centrale deel van het barokke slot.
De nieuwbouw van het slot in typisch Duitse hoogbarokstijl werd in opdracht van Alexander van Dohna uitgevoerd. Dit duurde erg lang, van 1696 tot 1736, omdat het slot tijdens de bouw steeds verder werd uitgebreid. De architecten waren Jean Baptiste Broebes en Johann Caspar Hindersin.
Na de voltooiing kreeg het slot het predicaat “Oost-Pruisisch Koningsslot”. Dit hield in dat wanneer de Pruisische koning op reis was door Oost_Pruisen dat hij hier altijd onderdak had. Toen Pruisen in 1807 door Napoleon werd veroverd had zijn maarschalk, Bernadotte, zijn hoofdkwartier op het slot. Keizer Wilhelm II logeerde regelmatig op het slot voor de jaarlijkse jachtpartij met vorst Richard van Dohna-Schlobitten.
Tegenover het slot lag een vijver, de voormalige slotgracht, met daarover een stenen brug. Aan de overkant stonden de bijgebouwen zoals een stokerij en een brouwerij. Het stalgebouw (Marstall) met barokke toren en torenklok bevonden zich aan de oostzijde van de gesloten binnenplaats.
Op 23 januari 1945 werd het slot in brand gestoken toen het Rode Leger Schlobitten binnentrok. Het stalgebouw (Marstall) en de brouwerij werden tijdens een bombardement beschadigd en de ruïnes na de Tweede Wereldoorlog opgeruimd. Van het slot zelf staan alleen de buitenmuren nog overeind. De ruïnes van de zijvleugels zijn afgebroken.
Een groep architectuurstudenten uit Polen zet zich al enkele jaren in voor herbouw van het slot maar concrete plannen zijn er nog niet. Het grondstuk met daarop de ruïnes is tegenwoordig eigendom van de Poolse staat.